# Kinomaniak.pl
Kinomaniak.pl – polski serwis internetowy poświęcony filmom i ludziom z nim związanym, założony w 2002 roku przez Wojciecha Szydłowskiego.

## Opis serwisu
Kinomaniak.pl został uruchomiony pod koniec 2002 roku. Portal ten szybko zdobył popularność i pojawiła się szansa, że może się on stać dochodowym i dlatego w tym celu w grudniu 2004 roku właściciel portalu Wojciech Szydłowski zarejestrował działalność gospodarczą pod nazwą WS Entertainment i rozpoczął inwestycje w Kinomaniak.pl.
W 2011 roku rozpoczęto intensywne prace nad nową wersją portalu, którą wdrożono na początku 2012 roku. Portal został zaprojektowany i wykonany przy zastosowaniu najnowszych technologii, dzięki czemu portal zyskał większą popularność wśród internautów. Obecnie spółka rozpoczyna pracę nad interaktywną grą o tematyce filmowej.
W rankingu Alexa Kinomaniak.pl zajmuje obecnie (2013) 167 514 miejsce w zasięgu globalnym oraz 4 724 miejsce w zasięgu lokalnego względem najczęściej odwiedzanych witryn.
Portal Kinomaniak.pl jest odwiedzana najczęściej w Polsce (79,7% odwiedzin). Portal jest również doceniany przez użytkowników z innych krajów, takich jak:
- Stany Zjednoczone - (7,2% odwiedzin)
- Dania - (4,2% odwiedzin).

Każdy użytkownik serwisu może przeglądać strony filmów i aktorów, a zarejestrowani użytkownicy serwisu oceniać każdy film. Na podstawie ich głosów i odwiedzin tworzone są trzy listy:
- Film Rank (najczęściej odwiedzane filmy)
- Star Rank (najczęściej odwiedzane gwiazdy)
- E-Notowania (najwyżej oceniane filmy przez zarejestrowanych użytkowników Kinomaniak.pl i mające minimum 20 ocen)